# Cestayrols
Cestayrols è un comune francese di 502 abitanti situato nel dipartimento del Tarn nella regione dell'Occitania.

## Società

### Evoluzione demografica
Abitanti censiti